# Parc national d'Eungella
 (mai 2018).
Si vous disposez d'ouvrages ou d'articles de référence ou si vous connaissez des sites web de qualité traitant du thème abordé ici, merci de compléter l'article en donnant les références utiles à sa vérifiabilité et en les liant à la section « Notes et références ».
Le parc national d'Eungella (de l'anglais Eungella National Park) est un parc national situé à 858 km au nord-ouest de Brisbane et 80 km à l'ouest de Mackay, dans le Queensland, en Australie. Ce parc d'une superficie de 517 km2 a été institué en 1936.
Cette région était traditionnellement habitée par une tribu aborigène Goreng goreng et Enguella signifie dans leur langue « pays de la brume ». Cette zone est couverte de forêts humides et est connue pour ses ornithorynques. Il y tombe plus de 2 000 mm d'eau par an et les saisons sont marquées ; il y a même neigé en 1964 et en 2000. La zone est restée isolée zoologiquement pendant plus de 30 000 ans et compte de nombreuses espèces endémiques comme les grenouilles Taudactylus eungellensis et Rheobatrachus vitellinus.